# Marc Miralles
Marc Miralles Portillo né le 14 novembre 1997 en Espagne, est un joueur de hockey sur gazon espagnol. Il évolue au poste de milieu de terrain au Real Club de Polo et avec l'équipe nationale espagnole,.
Il a participé au championnat d'Europe en 2021.

## Carrière

### Championnat d'Europe
- Top 8 : 2021